# Waglewski Gra-żonie
Waglewski Gra-żonie – solowy album lidera zespołu Voo Voo Wojciecha Waglewskiego dedykowany jego żonie Grażynie (stąd także tytuł płyty który jest grą słów „Gra-żonie” – „Grażynie”). Płyta nie należy do oficjalnej dyskografii Voo Voo, ale część zawartych na niej utworów trafiła do repertuaru tego zespołu.

Sporo tu gram na gitarze. Na płytach swojego zespołu gram wyjątkowo mało. Najmniej czasu mam na granie... Wracam do skali bluesowej, której nie ma na płytach Voo Voo.

Album doczekał się dwóch reedycji. W 2005 wydanej przez Box Music oraz w 2020 wydanej przez Agorę.

## Lista utworów
| 1.  | „To nic złego”                        | 3:52  |
|     |                                       |       |
| 2.  | „Mogło być”                           | 3:27  |
|     |                                       |       |
| 3.  | „Her Melancholy”                      | 3:34  |
|     |                                       |       |
| 4.  | „Bój mój ostatni”                     | 3:39  |
|     |                                       |       |
| 5.  | „Strategia śrubokręta”                | 4:33  |
|     |                                       |       |
| 6.  | „Dobry duch”                          | 3:27  |
|     |                                       |       |
| 7.  | „Kłopot z formą”                      | 3:37  |
|     |                                       |       |
| 8.  | „Wcale mi się słowa nie posplątywały” | 3:45  |
|     |                                       |       |
| 9.  | „Wannolot”                            | 5:16  |
|     |                                       |       |
| 10. | „O chlebie i winie”                   | 3:07  |
|     |                                       |       |
|     |                                       | 38:17 |
|     |                                       |       |
Muzyka i teksty W. Waglewski z wyjątkiem „Her Melancholy” (słowa E. Bartosiewicz)

## Muzycy
- Wojciech Waglewski – śpiew, gitara, gitara basowa, perkusja, instrumenty klawiszowe
- Piotr Żyżelewicz – perkusja (5–7, 9)
- Edyta Bartosiewicz – śpiew (3, 8)